# Zawady (Sieradz)
Pour les articles homonymes, voir Zawady.
Zawady est une localité polonaise de la gmina de Błaszki, située dans le powiat de Sieradz en voïvodie de Łódź.